# 文努姆山
文努姆山（英語：Mount Vennum）是南極洲的山峰，位於帕爾默地東岸，處於羅利山東北部，在1974年由美國地質調查局繪入地圖，以地質學家命名，現時由南極條約體系管理。